# Контрада Каналкалмо (Венеција)
Контрада Каналкалмо (итал. Contrada Canalcalmo) је насеље у Италији у округу Венеција, региону Венето.
Према процени из 2011. у насељу је живело 45 становника. Насеље се налази на надморској висини од 1 м.